# کوئریش
کوئریش (به لوکزامبورگی: Käerch) یک شهرداری در استان کاپلن کشور لوکزامبورگ است که ۱۸٫۸۸ کیلومترمربع مساحت دارد و جمعیت آن در سال ۲۰۰۹ میلادی ۲۳۱۰ نفر بوده‌است.